# Белая (Московская область)
Бе́лая — деревня в Богородском городском округе Московской области России.

## Население
| 1852 | 1859 | 1926 | 2002 | 2006 | 2010 |
| ---- | ---- | ---- | ---- | ---- | ---- |
| 197  | ↗206 | ↗643 | ↘285 | ↗392 | ↗397 |

## География
Деревня Белая расположена на востоке Московской области, в юго-западной части Богородского городского округа, примерно в 22 км к востоку от Московской кольцевой автодороги и 20 км к юго-западу от центра города Ногинска, по левому берегу реки Кудиновки бассейна Клязьмы, на Кудиновском шоссе Р109.
В 2 км к югу от деревни проходит Носовихинское шоссе, в 8 км к северу — Горьковское шоссе М7, в 15 км к востоку — Московское малое кольцо А107. Ближайшие сельские населённые пункты — село Кудиново и деревня Черепково.
В деревне 10 улиц — Большая Свердловка, Земельный массив, Ивановская, Карла Маркса, Керамический участок, Красная, Малая Свердловка, массив 1, Мойка и Юбилейная, приписано 13 садоводческих товариществ (СНТ).
Связана автобусным сообщением с посёлком городского типа Обухово, городами Ногинском и Электроугли (маршруты № 28, 29, 31).

## История
В середине XIX века деревня относилась ко 2-му стану Богородского уезда Московской губернии и принадлежала коллежскому асессору А. М. Каринской, в деревне было 30 дворов, крестьян 91 душа мужского пола и 106 душ женского.
В «Списке населённых мест» 1862 года — владельческая деревня 2-го стана Богородского уезда Московской губернии по левую сторону Нижегородской железной дороги (от Москвы), в 17 верстах от уездного города и 16 верстах от становой квартиры, при пруде, с 38 дворами и 206 жителями (90 мужчин, 116 женщин).
В середине XIX века Фёдор Евдокимович Жохов — выходец из Гжели — с женой Анной Васильевной и детьми — организовал в деревне Белая производство гончарных изделий, в том числе и производство кирпича.
По данным на 1890 год — деревня Васильевской волости 2-го стана Богородского уезда; при деревне работало шесть небольших кирпичных заводов крестьян Брусникиных, Трещалиных и Заботина.
В 1913 году — 96 дворов и трактир 3-го разряда.
По материалам Всесоюзной переписи населения 1926 года — деревня Кудиновского сельсовета Васильевской волости Богородского уезда в 3 км от станции Кудиново Нижегородской железной дороги, проживало 643 жителя (294 мужчины, 349 женщин), насчитывалось 149 хозяйств, из которых 141 крестьянское, имелся кирпичный завод.
С 1929 года — населённый пункт Московской области.
В 2004 году в состав деревни был включён посёлок Керамический участок Кудиновского сельского округа.
Административно-территориальная принадлежность
1929—1930 гг. — деревня Кудиновского сельсовета Богородского района.
1930—1963, 1965—1977 гг. — деревня Кудиновского сельсовета Ногинского района.
1963—1965 гг. — деревня Кудиновского сельсовета Орехово-Зуевского укрупнённого сельского района.
1977—1994 гг. — административный центр Кудиновского сельсовета Ногинского района.
1994—2006 гг. — административный центр Кудиновского сельского округа Ногинского района.
2006 - 2018 гг. — деревня сельского поселения Аксёно-Бутырское Ногинского муниципального района.
С 2019 года - деревня Старокупавинской территории Богородского городского округа.